# Генетично представяне
Генетично представяне (на английски: genetic representation) е термин от областта на еволюционните изчисления, с който се означава начина, по който се представят решенията („индивидите“). Генетичното представяне може да кодира външните белези, физическите качества, поведението на индивидите. Проектирането на подходящо генетично представяне, което изразява характеристиките на обектите, с които работи оптимизационната задача и което има капацитет да еволюира, е само по себе си една от трудните задачи на еволюционните изчисления.
Блок компютърна памет, който представлява едно кандидат-решение на оптимизационна задача, се нарича „индивид“. Оттам нататък техническата терминология следва по аналогия терминологията от областта на генетиката. Данните в този блок от памет, се наричат „хромозоми“. Всяка „хоромозома“ се състои от „гени“ и всяка възможна стойност на конкретен „ген“ се нарича „алел“.
Различните генетични представяния са един от основните критерии, по които се разграничават различните познати техники за еволюционни изчисления. Разработчикът може да представи всички индивиди от дадена популация използвайки двоично кодиране, пермутационно кодиране, кодиране във вид на двоично дърво, във вид на синтактично дърво, кодиране с естествен език, или някои друго измежду още няколко други вида представяния. 
Например генетичните алгоритми използват линейни двоични представяния, като най-стандартното между тях е представянето във вида на масиви от битове. По сходен начин могат да се ползват и масиви от други типове и структури от данни. Основното свойство, което прави тези генетични представяния удобни за работа са, че те лесно могат да се разделят на блокове с фиксиран размер, което улеснява генетичния оператор кръстосване. Изследвани са приложения на генетични алгоритми и с линейни двоични представяния с променлива дължина, но реализацията на оператора кръстоване е по-сложен в този случай.
Оптивизационната техника, наречена еволюционна стратегия, използва линейни реалночислени представяния, т.е. масиви от реални стойности. Операторите, които се реализират в този случай са гаусова мутация и усредняващо кръстосване.
При генетичното програмиране за първи път се въвеждат дървовидните представяния и са разработени генетични оператори, подходящи за работа с такива структури от данни. Дървовидните представяния се използват за представяне и еволюиране на функционални програми с определени желани свойства.